# Tatort: Wahre Lügen
Wahre Lügen ist ein Fernsehfilm aus der Krimireihe Tatort, der erstmals am 13. Jänner 2019 im ORF, im Programm Das Erste und auf SRF 1 ausgestrahlt wurde. Es ist die 1080. Folge der Reihe, der 44. Fall des österreichischen Ermittlers Moritz Eisner und der 20. gemeinsame Fall des Ermittlerteams Eisner und Fellner.

## Handlung
In dieser Folge werden die Ermittler Moritz Eisner und Bibi Fellner ins Salzkammergut gerufen, wo im Wolfgangsee im Zuge einer Tauchübung der Feuerwehr eine weibliche Leiche gefunden wurde. Das Opfer wurde mit einer Waffe des Herstellers SIG Sauer erschossen, die in vielen europäischen Ländern als Polizeiwaffe Verwendung findet, und anschließend in einem Auto im See versenkt. Die Tatwaffe war nicht registriert und die Seriennummer wurde entfernt. Nachforschungen zum Auto führen die Ermittler zur Identität der Toten: Es handelt sich um die 36-jährige deutsche Journalistin Sylvie Wolter aus Hamburg, die das Fahrzeug für längere Zeit gemietet hatte. Sie war von ihrer Lebensgefährtin, Sybille Wildering, wenige Wochen zuvor als vermisst gemeldet worden.
Wolter hatte für eine Geschichte über illegale Waffengeschäfte, Amtsmissbrauch, Untreue und illegale Parteienfinanzierung zuletzt in Wien recherchiert und war dann später spurlos verschwunden. Auf einer Speicherkarte des Opfers finden sich Fotos von alten Zeitungsartikeln um ehemalige österreichische Verteidigungsminister, darunter Karl Lütgendorf und Robert Lichal.
Eisner und Fellner befragen in der Folge neben Wolters Lebensgefährtin ihren Informanten, den ehemaligen Polizisten Hans-Werner Kirchweger. Dieser steht der Suizid-These zum Ableben des nach Jahrzehnten noch immer nicht zur Gänze aufgeklärten Todesfalls um den ehemaligen Verteidigungsminister Karl Lütgendorf skeptisch gegenüber. Kirchwegers Vater war ein Jagdfreund von Lütgendorf. Er informiert Eisner und Fellner über die illegalen Waffendeals von Lütgendorf. Zwei Monate zuvor hatte Kirchweger ein von Lütgendorf verfasstes Schriftstück erhalten, in dem er befürchtet, von einem Auftragsmörder umgebracht zu werden.
Die Ermittlungen von Eisner und Fellner rund um den alten Fall rufen die Generaldirektion für Innere Sicherheit auf den Plan. Seitens der Generaldirektorin, Dr. Maria Digruber, die wenig Interesse an der Aufklärung dieses politisch unbequemen Falles hat, und ihres Sekretärs Lukas Kragl wird Druck auf die Ermittler und deren Vorgesetzten Rauter ausgeübt. Eisner und Fellner machen allerdings trotzdem weiter und finden im Österreichischen Staatsarchiv Unterlagen zum Fall Lütgendorf. Sie kommen bald zu dem Ergebnis, dass der Mord an der Journalistin und der historische Kriminalfall tatsächlich etwas miteinander zu tun haben dürften.
Vom Chefredakteur von Wolter erfahren die Ermittler, dass Sybille Wildering die Unterlagen ihrer Lebensgefährtin aus ihrem Büro mitgenommen hat. Darin sind Fotos des Industriellen David Weimann, Eigentümer der Firma Geverin, zu finden. Laut Digruber ist dieser allerdings ein unbeschriebenes Blatt. Wildering nimmt in der Folge auf eigene Faust Kontakt mit Weimann auf. Von ihm erfährt sie, dass er mit Sylvie Wolter ein Verhältnis hatte. Gegenüber den Ermittlern behauptet Weimann, Wildering nicht zu kennen. Wildering meldet sich bei Fellner und gibt an, sich von Weimann verfolgt zu fühlen. Fellner nimmt Wildering vorübergehend bei sich auf.
Kirchweger informiert Eisner, dass er im Besitz des Tagebuches von Lütgendorf ist, und möchte sich am nächsten Tag in Wien mit ihm treffen, erscheint jedoch nicht beim vereinbarten Treffpunkt. Kirchweger wird auf der Wiener Höhenstraße tot aufgefunden, die Auffindesituation ähnelt jener von Lütgendorf, auch in diesem Fall wird zunächst Suizid vermutet.
Digruber übt weiter Druck auf die Ermittler aus. Sie sollen den aktuellen Fall als ungelöst zu den Akten legen, weil er die Ermittlungen in einem übergeordneten Fall mit höherer Priorität gefährde. In den Unterlagen von Kirchweger findet sich eine Verbindung zu Digruber. Sie soll für die Pensionierung von Kirchweger gesorgt haben. Von Rauter erfahren Eisner und Fellner, dass jemand aus dem Innenministerium über längere Zeit Kontakt mit Weimann per Mail gehabt haben soll, sämtliche Mails wurden allerdings auf der Seite des Ministeriums gelöscht, auf Weimanns Seite müssten diese allerdings noch erhalten sein. Die beiden treffen sich mit Digrubers Sekretär Lukas Kragl und konfrontieren ihn mit den Vorwürfen.
Wolters Chefredakteur erzählt, dass Wolter ihre Recherchen wegen ihres Verhältnisses mit Weimann beenden wollte. Fellner vermutet nun, dass es ein Mord aus Eifersucht gewesen sein könnte und sich Sybille Wildering an Wolter und Weimann rächen wollte. Kurz darauf werden Wildering und Weimann schwer verletzt in ihrem Hotelzimmer aufgefunden, Weimann erliegt seinen Verletzungen. Weimann wollte Wildering mit einer Pistole töten, doch dieser gelang es trotz eines Schulterdurchschusses, Weimann mit der eigenen Waffe ins Gesicht zu schießen. Wildering gesteht, Wolter ermordet zu haben.
Digruber scheidet aus dem Dienst des Ministeriums aus und erhält einen Spitzenjob bei einer Bank, ihr Nachfolger wird Lukas Kragl. Das Gutachten der Rechtsmedizin ergibt, dass Kirchweger erschossen und der Selbstmord inszeniert wurde. Rauter stellt daher die Frage in den Raum, ob Lütgendorf ebenfalls ermordet wurde.

## Produktion und Hintergrund

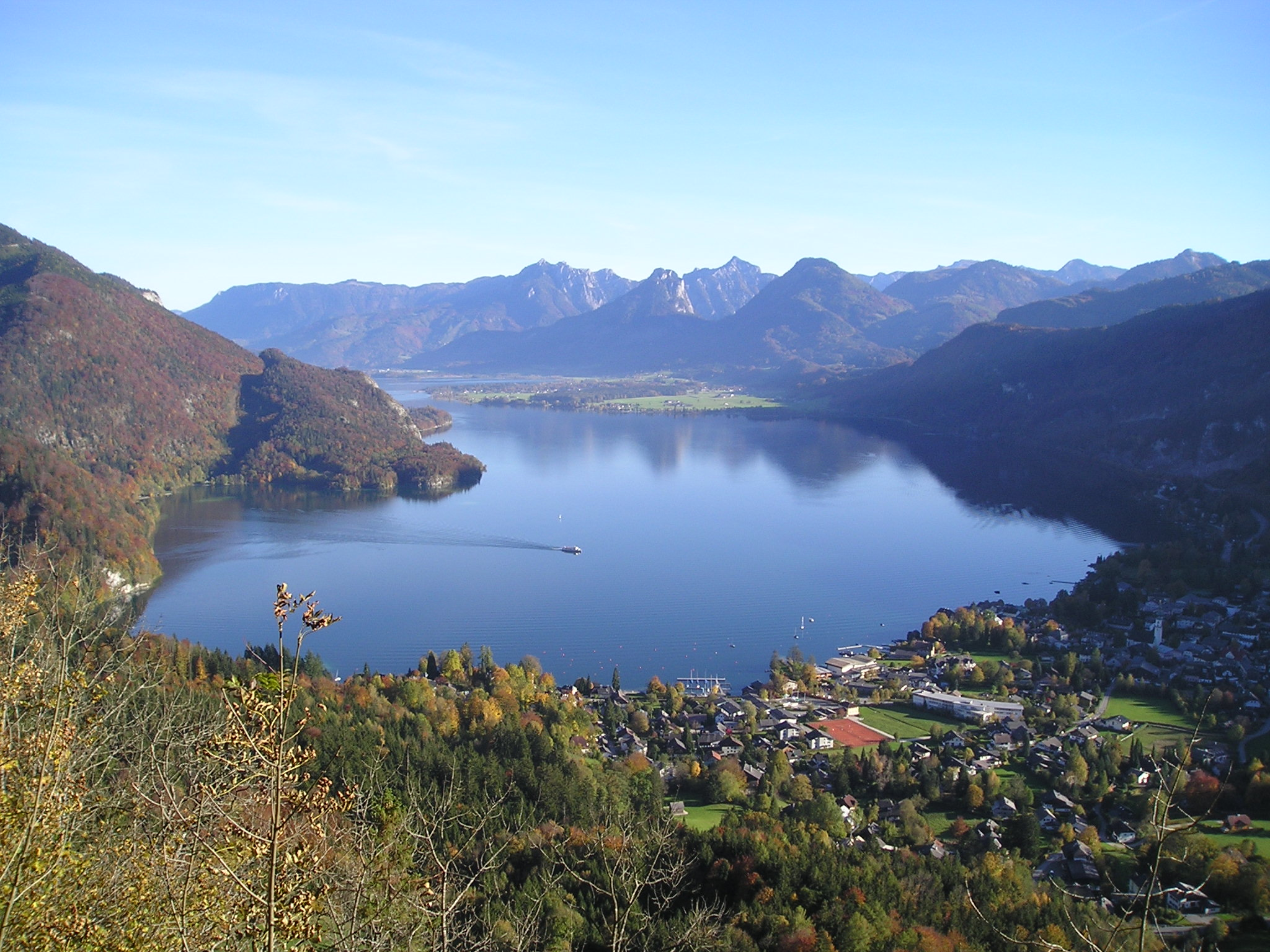
Einer der Drehorte: Sankt Gilgen am Wolfgangsee

Gedreht wurde der 20. gemeinsame Tatort-Fall von Eisner und Fellner vom 23. April bis zum 24. Mai 2018 in Wien, Niederösterreich und erstmals auch in Salzburg. Drehort war unter anderem Sankt Gilgen am Wolfgangsee. Unterstützt wurde die Produktion vom Land Salzburg. Das Kommissariat wurde wie für die Folge Her mit der Marie! in der alten Mensa des Studentenheims in der Pfeilgasse 3a in der Wiener Josefstadt eingerichtet.
Produziert wurde diese Tatort-Folge von der Cult Film GmbH. Für den Ton zeichnete Wolfgang Wanderer verantwortlich, für das Szenenbild  Florian Reichmann, für die Kostüme Erika Navas und für das Maskenbild Monika Fischer-Vorauer. Für Regisseur Thomas Roth, der zuletzt die Tatort-Folge Die Kunst des Krieges (2016) inszenierte, war dies der achte Film aus der Reihe Tatort. Für den Schauspieler Peter Matić war es seine letzte Fernsehrolle.
Hintergrund der Geschichte sind reale Ereignisse um den damaligen österreichischen Verteidigungsminister Karl Lütgendorf Ende der 1970er-Jahre.

## Musik
- Miles Davis: So What[2]
- Karl Ratzer: 16th Street Blues
- Tosca: Züri
- Wolfgang Amadeus Mozart: Klaviersonate Nr. 3, Klavier Alfred Brendel
- Anouar Brahem: The Astounding Eyes of Rita

## Rezeption

### Kritiken
Volker Bergmeister befand auf tittelbach.tv, dass Autor und Regisseur Thomas Roth ein „überlegt konstruierter, spannender Krimi gelungen“ sei, in dem weniger agiert als diskutiert werde. Der Film setze auf viele Dialoge, was der Geschichte ein wenig den Fluss nehme. Auch der sonst gewohnte Humor und die Bissigkeit der Kommissare blieben hier deutlich hinter anderen Folgen zurück. Die Tonlage sei fast durchweg ernst, „einen lockeren Ton würde diese Polit-Story auch nicht vertragen“.

„Autor und Regisseur Thomas Roth hatte zuvor einmal einen Wiener ‚Tatort‘ über kriminelle Geschäfte um das iranische Atomabkommen wie einen Spionage-Thriller aus dem Kalten Krieg inszeniert; seine neue Folge ist ebenfalls im besten Sinne Oldschool. Das liegt auch daran, dass er ohne viel pseudomodernen Schnickschnack den historischen Fall vor einem sich verändernden Polizeialltag aufrollt.“

„Es ist die 20. Episode mit Neuhauser und Krassnitzer, deren Popularität auf einem sonntagabendtauglichen Prinzip beruht: Moral schlägt Unmoral. Zwei gute Menschen bekämpfen das Böse, und am Ende gewinnen die Guten. Sie gewinnen sogar gegen ihre inneren Teufelchen. Das schafft einerseits ein Gefühl der Heimeligkeit. Andererseits: Auch Wärme kann irgendwann erwartbar werden.“

### Einschaltquote
Die Erstausstrahlung von Wahre Lügen am 13. Januar 2019 wurde in Deutschland von 10,45 Millionen Zuschauern gesehen und erreichte einen Marktanteil von 29 % für Das Erste. Der Film war damit eine von fünf Tatort-Folgen, die 2019 in Deutschland mehr als zehn Millionen Zuschauer erreichte.
Im ORF wurde die Erstausstrahlung von durchschnittlich 975.000 Sehern verfolgt, der Marktanteil lag bei 28 %.

### Kontroverse
Im September 2019 erfolgte eine redaktionelle Entschuldigung des ORF, weil sich Ex-Verteidigungsminister Robert Lichal falsch dargestellt sah: „[...] Eingebettet in die fiktionale Handlung wurde im Rollendialog die Behauptung aufgestellt, dass Dr. Lichal als Minister zurücktreten musste. Redaktion und Produktion bedauern, dass damit eine historisch falsche Erklärung abgegeben wurde, weil Dr. Lichal nicht zurücktreten musste und auch nicht zurückgetreten ist. Weder war jegliche Ehrenrührigkeit beabsichtigt, noch sollte eine Nähe zum im Film thematisierten Fall insinuiert werden. Die betreffenden Filmpassagen werden dahingehend entsprechend geändert.“